# Vittarville
Vittarville é uma comuna francesa na região administrativa de Grande Leste, no departamento de Meuse. Estende-se por uma área de 8,15 km². Em 2010 a comuna tinha 84 habitantes (densidade: 10,3 hab./km²).